# Красне (Бердянський район)
Красне — селище в Україні, у Чернігівській селищній громаді Бердянського району Запорізької області. Населення становить 130 осіб (1 січня 2015). До 2016 орган місцевого самоврядування — Ільїнська сільська рада.
Селище тимчасово окуповане російськими військами 24 лютого 2022 року.

## Географія
Селище Красне знаходиться біля витоків річки Чокрак, нижче за течією примикає село Ільїне. Через селище проходить автомобільна дорога Н30.

## Історія
1820 — дата заснування як села Пірденау.
7 (20) листопада 1917 року, відповідно до Третього Універсалу Української Центральної Ради, увійшло до складу Української Народної Республіки.
В 1945 році перейменоване в село Вільне Третє.
В 1962 році перейменоване в селище Красне.
12 червня 2020 року, відповідно до Розпорядження Кабінету Міністрів України від  № 713-р «Про визначення адміністративних центрів та затвердження територій територіальних громад Запорізької області», увійшло до складу Чернігівської селищної громади.
19 липня 2020 року після ліквідації Чернігівського району село увійшло до Бердянського району.
22 червня 2023 року рішенням Національної комісії зі стандартів державної мови віднесено до списку населених пунктів, які «можуть не відповідати лексичним нормам української мови», зокрема стосуватися «російської імперської чи колоніальної політики». Громаді рекомендовано запропонувати нову назву в установленому законодавством порядку.

## Населення

### Мова
Розподіл населення за рідною мовою за даними перепису 2001 року:
| Мова       | Кількість | Відсоток |
| ---------- | --------- | -------- |
| українська | 191       | 80.59%   |
| російська  | 45        | 18.99%   |
| болгарська | 1         | 0.42%    |
| Усього     | 237       | 100%     |